# Niedertiefenbach
Niedertiefenbach település Németországban, Rajna-vidék-Pfalz tartományban. Lakosainak száma 185 fő (2023. december 31.).

## Népesség
A település népességének változása:
| Lakosok száma | 190  | 210  | 197  | 188  | 178  | 182  | 185  |
|               | 1975 | 2014 | 2017 | 2019 | 2021 | 2022 | 2023 |